# Каменский, Давид Абрамович
Дави́д Абра́мович Каменский (1857, Мелитополь — 1938, Ленинград) — русский фармаколог и физиолог.

## Биография
После окончания Военно-медицинской академии, где получил степень доктора медицины в 1886 году, работал в Клинике внутренних болезней профессора Д. И. Кошлакова и с 1890 состоял ассистентом профессора И. П. Павлова при кафедре фармакологии.
В 1896 году получил звание приват-доцента. Далее был преподавателем фармакологии в Рождественской школе лекарских помощниц и фельдшериц.
В 1917—1924 — заведующий кафедрой фармакологии Петроградского психоневрологического института, с 1932 года — в Институте экспериментальной медицины.
Напечатал:
- «Материалы к изучению клинического значения глобулинурии при хроническом воспалении почек»: Дис. (СПб., 1886)
- «К вопросу об открытии бугорковых палочек в мокроте чахоточных» («Врач», 1887)
- «Об определении соляной кислоты желудочного содержимого» (ib., 1890)
- «Демонстрация для добывания чистого желудочного сока у собак и кроликов» («Протоколы Общ. Рус. Врачей в СПб.», 1895)
- «О влиянии солянокислого скополамина на отделительную деятельность пищеварительных желез и на отделение пота» («Врач», 1895)
- «О механизме влияния дигиталина на ритм сердечных сокращений у теплокровных животных» (ib., 1896).

В «Реальной энциклопедии медицинских наук» С. Эйленбурга ему принадлежит ряд статей по фармакологии.